# ヴェルニッツ川

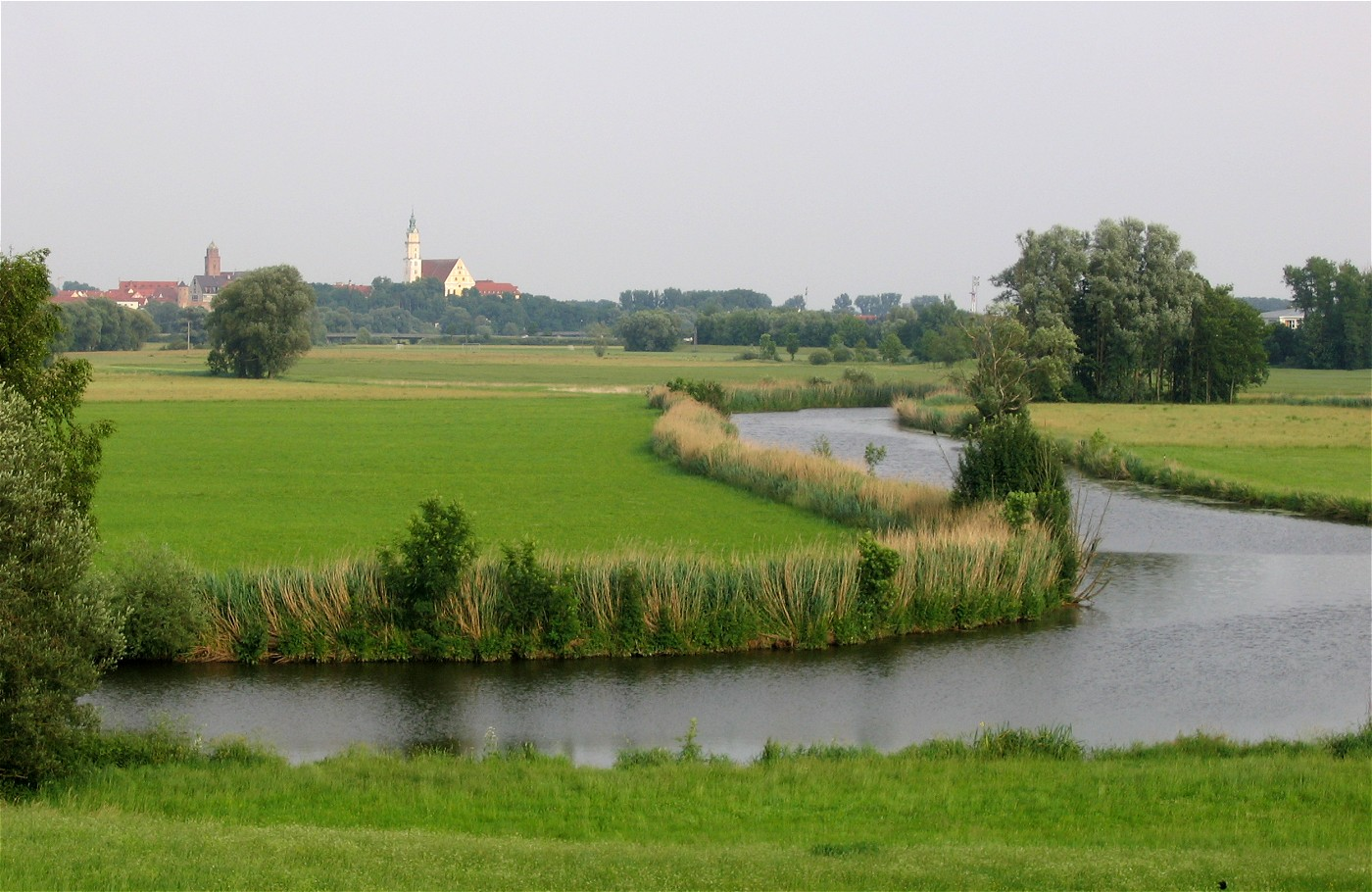
ドナウヴェルト付近を流れるヴェルニッツ川

ヴェルニッツ川（ヴェルニッツがわ、Wörnitz）は、全長132.5km、バイエルン州に流れるドナウ川の支流で、ドナウ川の左岸、すなわち北側から合流する。

## 行程
この川は、バイエルン州西部の町、シリングスフュルストに属するフランケン地方の高原から湧出する。この後、川はヴェルニッツの町を抜けて、ディンケルスビュール、ヴァッサートリューディンゲンへ向かう。アウハウゼン付近でネルトリンゲンのリース盆地に入り、南に向かって流れる。ドナウヴェルトでドナウ川に合流する。

## 特徴
ヴェルニッツ川は、屈曲が多いことで知られ、このため、『Schlangenfluss』（ヘビ川）とも呼ばれる。水が清潔で、流れがゆったりしているところから、ヴェルニッツ川には多くの河川天然プールや水浴びのための施設がディンケルスビュール、ヴァッサートリューディンゲン、エッティンゲン・イン・バイエルンなどに造られている。また、蛇行していることからヘビ川とも呼ばれる。

## 支流
- ヴィッテルスホーフェンで合流するズルツバッハ川
- ヴィルブルクシュテッテンで合流するロータハ川
- ヘロルディンゲンで合流するエーガー川